# Lunte (Distrikt)
Lunte ist einer von zwölf Distrikten in der Nordprovinz in Sambia. Er hat eine Fläche von 7782 km² und es leben 84.570 Menschen in ihm (2022). Der Distrikt wurde am 17. März 2017 gegründet, indem er vom Distrikt Mporokoso abgespaltet wurde.

## Geografie
Der Distrikt Lunte liegt 160 Kilometer von Kasama, der Provinzhauptstadt der Nordprovinz, und 1050 Kilometer von Lusaka entfernt. Er liegt auf einer Höhe von 1300 Metern bis 1500 Metern über dem Meeresspiegel.
Lunte grenzt im Norden an die Distrikte Mporokoso und Mpulungu, im Osten an Senga Hill und Mungwi, im Süden an Luwingu und Kasama, und im Westen an den Distrikt Kawambwa. Lunte teilt sich in 12 Wards auf:

### Klima
Es fällt ein jährlicher Niederschlag von 1500 mm bei Höchsttemperaturen zwischen 30 °C und 35 °C. Die Regenzeit erstreckt sich von Oktober bis Mai.

### Hydrologie
Der Distrikt ist wasserreich. Größere Flüsse sind Kalungwishi, Luangwa und Lukulu. Es gibt auch eine Reihe von Wasserfällen.

## Wirtschaft
Lunte ist überwiegend landwirtschaftlich geprägt. Die wichtigsten Feldfrüchte sind Mais, Bohnen, Maniok und Fingerhirse. Der Distrikt verfügt über ein Zuchtzentrum (Kalungwishi Breeding Centre), zur Zucht der Rinderrasse Boran.